# Saponaria glutinosa
Saponaria glutinosa är en nejlikväxtart som beskrevs av Friedrich August Marschall von Bieberstein. Saponaria glutinosa ingår i släktet såpnejlikor, och familjen nejlikväxter. Inga underarter finns listade i Catalogue of Life.